# Дионисий Скилософ
Дионисий Философ (греч. Διονύσιος ο Φιλόσοφος; около 1540, Парамитья — 11 сентября 1611, Янина) — греческий епископ, возглавивший два восстания против Османской империи в XVII веке.

## Предыстория
Поражение турецкого флота в 1571 году от объединённого флота Испании, Венеции, папы Пия V (Битва при Лепанто), в котором приняли участие и греческие моряки, вызвало восстания в ряде греческих регионов — Акарнании, Фессалии, Эпире и на Мани.
В 1585 году клефт Гривас Теодорос с братом истребили турок на севере Акарнании, а клефты Эпира Пулиос Дракос и Маламос взяли город Арта и пошли на Янину.
К этой эпохе относятся и восстания Дионисия Философа в 1600 и 1611 годах.

## Биография
Дионисий родился в 1560 году в Парамитья (ныне — в номе Теспротия, Эпир), но родом восходит к селу Авделла (Гревена, Западная Македония). В молодом возрасте Дионисий стал монахом в монастыре Св. Дмитрия в Дихуни. В возрасте 15 лет уехал в Падую, где изучал медицину, философию, филологию, логику, астрономию и поэзию. В 1582 году Дионисий обосновался в Константинополе.
Его энциклопедическое образование послужило причиной тому, что за ним закрепился эпитет Философ.
Через 10 лет, в 1592 году, Дионисий был избран епископом Ларисы и Трикалы, Фессалия.

## Восстания
Оказывая сопротивление исламизации и войдя в контакт с греческими клефтами и испанцами, Дионисий возглавил восстание против турок в горном регионе Аграфа, на стыке Фессалии и Средней Греции в 1600 г. Восстание первоначально имело успех, но затем было подавлено.
Его соратник митрополит Серафим был посажен турками на вертел и заживо сожжён.
Патриархат сместил Дионисия с трона за его повстанческую деятельность.
После этого восстания Дионисий получил от турок и их приспешников эпитет Сцилософ или Скилософ (греч. Σκυλόσοφος, от греческого σκύλος — собака).
Дионисий был вынужден уехать сначала в Венецию, а затем в Испанию, где Дионисий завязал связи с испанским правительством и герцогом Карлом Неверским, потомком Палеологов, вынашивавшим план восстановления Византийской империи. Герцог послал Дионисия в Эпир для организации восстания, пообещав ему военную помощь..
Дионисий вернулся в Грецию в 1608 г., но был предан и вынужден снова покинуть страну. Окончательно Дионисий вернулся в Грецию в 1610 г., сделав своим штабом монастырь Святого Димитрия в Дихуни . Подготовив восстание в Эпире, Дионисий во главе примерно 100 крестьян в 1611 г. занял 2 турецких села . Собрав после этого около 800 бойцов, вооружённых кто чем попало (из них только 40 имели аркебузы), Дионисий двинулся к городу Янина. 11 сентября 1611 г. жители города и турецкий гарнизон были застигнуты врасплох появлением повстанцев. Здание правителя Османа-паши было сожжено, сам Осман и оставшиеся в живых турки заперлись за стенами крепости. Повстанцы были не в состоянии взять крепость, а в бою с подошедшей утром турецкой кавалерией потеряли около 200 человек убитыми и укрылись в горах.

## Смерть
Сам Дионисий укрывался в пещере у озера в течение 3-х суток, но был выдан евреями, и схвачен. Этот факт, как и участие евреев в последующей казни Дионисия, сообщает юрист и историк Костас Плеврис в своей книге «Поговорим о евреях»
. Представ перед Осман-пашой, Дионисий произнес получившие широкую известность слова: «Я сражался, чтобы освободить народ от страданий и твоей тирании». Дионисий подвергся пыткам. С ещё живого епископа начали сдирать кожу, которую затем наполнили соломой и отправили в Константинополь.
Второго вождя восстания, Дели-Георгиса, турки распяли на кресте и сожгли. Третьему, по имени Ламброс, который был и секретарём Османа, было предложено отречься от православия и перейти в ислам. После отказа ему отрубили нос и уши и сожгли заживо.
Греческое население было изгнано из своих домов в пределах крепости Янина. Старинная церковь Св. Иоанна Крестителя, построенная в эпоху Юстиниана, была разрушена и её монахи были убиты. Тогда же турки разрушили монастырь Св. Димитрия, бывший штабом Дионисия. На месте церкви св. Иоанна Крестителя в 1618 г. турки поставили мечеть Аслан-паши, в ознаменование подавления восстания Османом (получившим имя Аслан).

## Память
- У входа в пещеру, под мечетью Аслана-паши, у причала озера Янина, поставлен обелиск в память новомученика епископа Дионисия.
- Сцена его мученической смерти воспроизведена в Музее восковых фигур в Бизани, в 20 км от г.Янина (Музей греческой истории Павлоса Вреллиса). Лик Дионисия реконструирован по описанию современников и на основе единственного сохранившегося его портрета в рукописи монастыря Св. Иоанна Предтечи (Серре, Центральная Македония)[9].